# Hexisopus moiseli
Espèce
Hexisopus moiseli est une espèce de solifuges de la famille des Hexisopodidae.

## Distribution
Cette espèce est endémique de Namibie. Elle se rencontre vers Swakopmund.

## Description
Le mâle holotype mesure 24,5 mm.

## Étymologie
Cette espèce est nommée en l'honneur de L. Moisel.

## Publication originale
- Lamoral, 1972  : New and little known scorpions and solifuges from the Namib Desert, South West Africa. Madoqua, sér. 1, vol. 1, no 2, p. 117-131.